# Marcapassos migratori
En cardiologia, un  marcapassos migratori  és un dels trastorns del ritme cardíac i consisteix en una contracció supraventricular prematura del cor produïda per una conducció elèctrica que s'origina en un lloc diferent del node sinusal (el marcapassos natural del cor). En l'electrocardiograma es registra com a patrons irregulars en l'aparença de l'ona P i variacions en l'interval PR. La majoria dels pacients amb un marcapassos migratori solen ser asimptomàtics i no requereixen tractament.